# کارتوچتو
کارتوچتو (به ایتالیایی: Cartoceto) یک کومونه در ایتالیا است که در استان پزارو و اوربینو واقع شده‌است.

## خصوصیات
کارتوچتو ۲۳٫۲ کیلومترمربع مساحت و ۷٬۳۷۰ نفر جمعیت دارد و ۲۳۵ متر بالاتر از سطح دریا واقع شده‌است.

## خواهرخوانده
شهر Hügelsheim خواهرخواندهٔ کارتوچتو هست.